# Menemachos (Mediziner)
Menemachos aus Aphrodisias war ein Arzt der Antike. Er war ein Schüler des Themison, der in der Zeit des Kaisers Augustus lebte.
Menemachos gehörte der methodischen Schule an. Laut Galenos CIV 684 wich er jedoch von dieser Schule in einigen Punkten ab. Bei Oreibasios sind einige kleinere Fragmente des Menemachos überliefert. Sie handeln von Blutegeln und Enthaarungsmitteln (Orib. II. 72.417). Rezepte des Menemachos finden sich bei Celsus VI 9, 5 und Gal. XII 625.